# یانگ یونگ
یانگ یونگ (杨永؛ زادهٔ ۱۹ اکتبر ۱۹۶۳) بازیکن واترپلو اهل چین بود.
وی در مسابقات کشوری و بین‌المللی در مجموع برندهٔ ۱ مدال طلا و ۱ مدال نقره شده‌است.